# Oregoni légykapó
Az oregoni légykapó (Empidonax difficilis) a madarak (Aves) osztályának a verébalakúak (Passeriformes) rendjébe a királygébicsfélék (Tyrannidae) családjába tartozó faj.

## Előfordulása
Észak-Amerikában a Csendes-óceán partvidékén költ, telelni Mexikó területéig vonul. Hegyoldalak és folyóvölgyek erdőinek lakója

## Alfajai
- Empidonax difficilis cineritius
- Empidonax difficilis difficilis
- Empidonax difficilis insulicola

## Megjelenése
Testhossza 13,5 centiméter.
|  |

## Életmódja
A levegőben vagy a leveleken vadászik rovarokból álló táplálékára, esetenként bogyókat és magvakat is eszik.

## Szaporodása
Üregbe vagy odúba készíti fészkét.